# Kokas Katalin
Kokas Katalin (Pécs, 1978. november 22. –) Liszt Ferenc-díjas magyar hegedű- és brácsaművész, érdemes művész. Kelemen Barnabás Kossuth-díjas hegedűművész felesége.

## Élete
Apja, Kokas Ferenc, a kaposvári Liszt Ferenc zeneiskola igazgatója, a Magyar Köztársasági Arany Érdemkereszt kitüntetettje, az MZMSZ elnökségi tagja, anyja, boldogfai Farkas Ágnes csellótanár asszony. Anyai nagyapja, Farkas György  főiskolai docens, Baranya megyei tornaszövetség elnöke, testnevelő tanár, tankönyv író; anyai nagyanyja,Farkas Györgyné doliánszki Dulánszky Ágnes úrnő révén közeli rokonságban áll doliánszki Dulánszky Nándor pécsi püspökkel. Anyai dédszülei Farkas Lajos, törökudvari uradalmi ispán a gróf Festetics családnál, népfelkelő szakaszvezető címzetes őrmester az első világháborúban, és a pósfai Horváth család sarja, pósfai Horváth Irma Hedvig Gabriella  asszony voltak. Kokas Katalin édesanyjának a nagybátyja Boldogfai Farkas Sándor szobrászművész volt.
Ötévesen kezdett hegedülni Gyánó Bélánénál és Papp Györgynél. 11 évesen nyert felvételt a Zeneakadémia előkészítő tagozatára, ahol Halász Ferenc, majd Kovács Dénes irányítása alatt tanult. 1994-ben ösztöndíjjal került Torontóba, ahol Fenyves Lorándnál tanult. Kanadai tanulmányai végeztével újra a budapesti Zeneakadémián tanult, Perényi Eszter növendéke volt, ahol kitüntetéssel diplomázott.
Mind szólistaként, mind kamaramuzsikusként (ezen belül hegedűsként és brácsásként) gyakori vendégszereplője Európa, Afrika és Amerika számos koncerttermének.
A Művészetek Palotájában Kocsis Zoltánnal ő játszotta a Bartók Béla Nemzeti Hangversenyteremben először felcsendülő hegedűversenyt, amely Jean Sibelius versenyműve volt. 2004-től a Liszt Ferenc Zeneakadémia hegedűtanára.
A férje által 2009-ben alapított Kelemen-vonósnégyes brácsása.
2010-ben az ő kezdeményezésére jött létre a Kaposvári Nemzetközi Kamarazenei Fesztivál.
2011. november végén Kokas Katalin 5 évi használatra megkapta Dr. Zelnik István műgyűjtőtől azt a 17. századból származó, „Cecília” elnevezésű, nemrég előkerült Stradivarius-hegedűt, amelyet Zelnik, az Aranymúzeum alapítója Szőcs Gézának, az NFM kulturális államtitkárának felkérésére vásárolt meg. A hangszert Kokas november 30-án zártkörű koncerten mutatta be a budapesti Kempinski Hotelben, Kelemen Barnabás és Kocsis Zoltán közreműködésével. 2012. február 2-án Zelnik, Kokas és Kelemen bemutatták a hangszert Fábry Sándor show-műsorában is, az MTV1-en.
A Kokas Katalin és Kelemen Barnabás művészeti vezetésével működő Fesztivál Akadémia Budapest ötlete még 2002-ben merült fel: Budapest számára kiváló lehetőség lenne, ha nyaranta egy kamarazenei fesztiválnak adna otthont a Zeneakadémia és további jelentős kulturális intézmények, a főváros szíve pedig zenével telne meg ekkor is. A nemzetközi mezőnyben is kiemelkedő, a világ legrangosabb fesztiváljai között számon tartott eseménysorozatot 2016 óta rendezik meg minden évben számos szakmai eseménnyel, mesterkurzussal kiegészítve. Vezető hazai szólisták mellett olyan rangos nemzetközi művészek léptek már fel a FAB koncertjein, mint Kocsis Zoltán, Joshua Bell, Nicolas Altstaedt, Gidon Kremer, Patricia Kopatchinskaja, Shlomo Mintz, Maxim Rysanov, Alina Ibragimova, Vilde Frang, Shai Wosner, és a sor hosszan folytatható. 
2017-ben Kokas Katalin és Kelemen Barnabás megalapította a Fehér Ilona Nemzetközi Hegedűversenyt a legifjabb, húsz évesnél fiatalabb hegedűművész generáció számára. A versenyzőket neves hegedűművészekből és pedagógusokból álló nemzetközi zsűri értékeli.
2020-ban Kokas Katalin és Kelemen Barnabás megalapította a Hubay Jenő Nemzetközi Hegedűversenyt a legifjabb, húszévesnél fiatalabb, közép-kelet európai hegedűművész generáció számára. A versenyre a Magyarországgal szomszédos országok és a Visegrádi Négyek országainak 20 év alatti  hegedűsei jelentkezhetnek.

## Versenyeredményei
- Koncz János Hegedűverseny, első díj
- 1994 – a csehországi Ústí nad Orlicí Nemzetközi Hegedűverseny első helyezettje
- 1996 – „Concerto Competition” díj (Torontó)
- 1997 – a semmeringi Bartók verseny győztese
- 1998 – a semmeringi Martinů-verseny győztese
- 1999 – első helyezés a Nemzetközi Flesch Károly Hegedűversenyen
- 2002 – a Nemzetközi Szigeti József Hegedűverseny első helyezettje

## Díjak
- 2004 és 2005 – Fischer Annie-ösztöndíj
- Halász Ferenc-díj
- Junior Prima díj (2009)
- Liszt Ferenc-díj (2010)
- Érdemes művész (2021)[1]

## Külső hivatkozások
- Kokas Katalin a Zeneakadémia honlapján
- Azt ígértem, hogy Kaposvár felkerül Európa kulturális térképére. Szarvas István interjúja. 2012. augusztus 13.